# Estação Boulevard do Arco
A Estação Boulevard do Arco é uma estação de VLT (Veiculo Leve Sobre Trilhos) pertencente a Linha Sul do VLT de Sobral, no Brasil. A estação se localiza na rua Othon de Alencar, no centro de Sobral, atendendo também aos bairros Derby Clube e Pedrinhas além do campus da CIDAO da Universidade Estadual do Vale do Acaraú.

## Histórico
No dia 24 de maio de 2021 a estação foi reaberta após meses fechada para a realização do serviço de realocação de sua estrutura, sendo remontada a cerca de 50 metros da localização anterior.
Com a mudança, a Estação Boulevard do Arco passou a não ser mais localizada no canteiro central da Avenida Dr. Guarany. Os novos acessos para embarque e desembarque passaram a ser localizados na Rua Othon de Alencar, e contam com todos os itens de sinalização para pedestres. Os passageiros não precisam mais atravessar a Avenida Dr. Guarany, na entrada ou saída da estrutura.

## Características
O projeto dessa estação foi desenvolvido em harmonia com o ambiente existe no local e beneficia uma das áreas mais belas e visitada da cidade, o Arco de Nossa Senhora de Fátima, símbolo da cidade de Sobral. 
Pensando em um menor impacto do meio ambiente o projeto da estação contempla materiais ecoeficientes, que ajudam na ventilação permitindo maior conforto térmico em uma cidade conhecida por seu clima quente e abafado. Portas automáticas possibilitam maior fluidez no embarque e desembarque além de garantir mais segurança aos usuários, lâmpadas inteligentes que são acionadas de acordo com a luminosidade natural também fazem parte do pacote de tecnologias presentes para uma maior eficiência do sistema.